# Francine Zouga
Francine Estelle Zouga Edoa (9 de novembro de 1987) é uma futebolista camaronesa que atua como meia.

## Carreira
Francine Zouga integrou elenco da Seleção Camaronesa de Futebol Feminino, nas Olimpíadas de 2012. 